# Vicq-sur-Gartempe
Vicq-sur-Gartempe – miejscowość i gmina we Francji, w regionie Nowa Akwitania, w departamencie Vienne.
Według danych na rok 1990 gminę zamieszkiwało 668 osób, a gęstość zaludnienia wynosiła 20 osób/km² (wśród 1467 gmin regionu Poitou-Charentes Vicq-sur-Gartempe plasuje się na 451. miejscu pod względem liczby ludności, natomiast pod względem powierzchni na miejscu 129.).